# 85 TCN
Năm 85 TCN là một năm trong lịch Julius. 